# Côtebrune
Côtebrune és un municipi francès situat al departament del Doubs i a la regió de Borgonya - Franc Comtat. L'any 2007 tenia 68 habitants.

## Demografia

### Població
El 2007 la població de fet de Côtebrune era de 68 persones. Hi havia 28 famílies de les quals 8 eren unipersonals (4 homes vivint sols i 4 dones vivint soles), 8 parelles sense fills i 12 parelles amb fills.
La població ha evolucionat segons el següent gràfic:
Habitants censats

### Habitatges
El 2007 hi havia 29 habitatges, 27 eren l'habitatge principal de la família, 1 era una segona residència i 1 estava desocupat. Tots els 28 habitatges eren cases. Dels 27 habitatges principals, 23 estaven ocupats pels seus propietaris, 2 estaven llogats i ocupats pels llogaters i 2 estaven cedits a títol gratuït; 4 tenien tres cambres, 2 en tenien quatre i 21 en tenien cinc o més. 23 habitatges disposaven pel capbaix d'una plaça de pàrquing. A 11 habitatges hi havia un automòbil i a 14 n'hi havia dos o més.

### Piràmide de població
La piràmide de població per edats i sexe el 2009 era:
| Homes | Edats   | Dones |
| ----- | ------- | ----- |
| 0     | 95 o +  | 0     |
| 0     | 90 a 94 | 0     |
| 0     | 85 a 89 | 0     |
| 0     | 80 a 84 | 0     |
| 0     | 75 a 79 | 0     |
| 0     | 70 a 74 | 4     |
| 0     | 65 a 69 | 0     |
| 4     | 60 a 64 | 4     |
| 0     | 55 a 59 | 0     |
| 0     | 50 a 54 | 0     |
| 4     | 45 a 49 | 4     |
| 0     | 40 a 44 | 4     |
| 4     | 35 a 39 | 4     |
| 0     | 30 a 34 | 4     |
| 0     | 25 a 29 | 0     |
| 0     | 20 a 24 | 4     |
| 12    | 15 a 19 | 0     |
| 0     | 10 a 14 | 0     |
| 0     | 5 a 9   | 8     |
| 0     | 0 a 4   | 4     |

## Economia
El 2007 la població en edat de treballar era de 34 persones, 28 eren actives i 6 eren inactives. De les 28 persones actives 27 estaven ocupades (14 homes i 13 dones) i 1 aturada (1 home). De les 6 persones inactives 4 estaven jubilades, 1 estava estudiant i 1 estava classificada com a «altres inactius».
Activitats econòmiques
Els 2 establiments que hi havia el 2007 eren d'empreses de comerç i reparació d'automòbils.
L'únic servei als particulars que hi havia el 2009 era un taller de reparació d'automòbils i de material agrícola.

## Poblacions més properes
El següent diagrama mostra les poblacions més properes.